# Amphiledorus adonis
Amphiledorus adonis är en spindelart som beskrevs av Rudy Jocqué och Robert Bosmans 200. Amphiledorus adonis ingår i släktet Amphiledorus och familjen Zodariidae.
Artens utbredningsområde är Portugal. Inga underarter finns listade i Catalogue of Life.